# Ali Akman
Ali Akman (Yıldırım, Bursa, 18 april 2002) is een Turkse profvoetballer die doorgaans als spits speelt.

## Loopbaan als voetballer

### Bursaspor
Ali Akman is geboren in Yıldırım, een stad in de provincie Bursa. Zijn eerste voetbalclub was Inegölspor uit het nabijgelegen Inegöl. In 2015 verhuisde Akman naar de jeugdopleiding van Bursaspor. Bursaspor is in 2019 gedegradeerd uit de Süper Lig. Hij maakte zijn professionele debuut op 17 augustus 2019 op 17-jarige leeftijd in een 3-1 nederlaag tegen Fatih Karagümrük in de TFF 1e Lig. Aan het einde van het seizoen 2019/20 eindigde Bursaspor als vijfde op de ranglijst en miste de club een terugkeer naar de Süper Lig. In de eerste helft van het volgende seizoen was Akman een vaste waarde en scoorde hij tien doelpunten.

### Eintracht Frankfurt
Zijn contract zou op 30 juni 2021 aflopen. Begin februari tekende hij een contract voor vier jaar bij de Duitse Bundesliga-club Eintracht Frankfurt, met ingang van het seizoen 2021/22. Akman werd vervolgens geschorst, waarna hij in maart 2021 zijn contract bij Bursaspor verbrak en met onmiddellijke ingang naar Hessen verhuisde. Hij komt echter pas sinds het seizoen 2021/22 in aanmerking om competitiewedstrijden voor Frankfurt te spelen.

### N.E.C.
Op 4 augustus 2021 werd bekend dat Akman voor één seizoen zou worden verhuurd aan promovendus N.E.C. Op 14 augustus 2021 maakte hij zijn debuut in het met 5-0 verloren openingsduel tegen Ajax. Op 20 augustus maakte hij bij zijn debuut in de basis na vier minuten de 1-0 tegen PEC Zwolle (2-0 winst). De week erna scoorde hij weer, de enige goal in de met 0-1 gewonnen uitwedstrijd bij Heracles Almelo. Ook won hij als allereerste de Johan Cruijff Talent van de Maand prijs. Hij eindigde op zes treffers in de Eredivisie, waar hij begin van het seizoen voor de camera van ESPN bekende voor vijftien goals te willen gaan.

### Göztepe SK
Het seizoen 2022/23 werd hij door Eintracht Frankfurt opnieuw verhuurd, ditmaal aan Göztepe in zijn thuisland Turkije. Daar wist hij geen basisplaats te veroveren bij de club die in de TFF 1. Lig uitkwam. In veertien competitieduels en twee bekerduels wist Akman niet te scoren.

### FCV Dender EH
In augustus 2023 werd hij overgenomen door het Belgische FCV Dender EH. Hij tekende voor een seizoen met een optie op nog een seizoen bij de club die uitkomt in  de Eerste klasse B

## Clubstatistieken
| Seizoen                                   | Club                | Land               | Competitie            | Competitie | Competitie | Beker | Beker | Totaal | Totaal |
| Seizoen                                   | Club                | Land               | Competitie            | Wed.       | Dlp.       | Wed.  | Dlp.  | Wed.   | Dlp.   |
| ----------------------------------------- | ------------------- | ------------------ | --------------------- | ---------- | ---------- | ----- | ----- | ------ | ------ |
| 2019/20                                   | Bursaspor           | Vlag van Turkije   | Süper Lig             | 21         | 2          | 4     | 2     | 25     | 4      |
| 2020/21                                   | Bursaspor           | Vlag van Turkije   | TFF 1. Lig            | 18         | 10         | 2     | 0     | 20     | 10     |
| 2021/22                                   | Eintracht Frankfurt | Vlag van Duitsland | Bundesliga            | 0          | 0          | 0     | 0     | 0      | 0      |
| 2021/22                                   | → N.E.C.            | Vlag van Nederland | Eredivisie            | 28         | 6          | 4     | 0     | 32     | 6      |
| 2022/23                                   | → Göztepe           | Vlag van Turkije   | TFF 1. Lig            | 14         | 0          | 2     | 0     | 16     | 0      |
| 2023/24                                   | Dender              | Vlag van België    | Challenger Pro League | 19         | 6          | 2     | 0     | 21     | 6      |
| 2024/25                                   | Dender              | Vlag van België    | Jupiler Pro League    | 4          | 1          | 1     | 0     | 5      | 1      |
| 2024/25                                   | Çorum FK            | Vlag van Turkije   | TFF 1. Lig            | 16         | 2          | 0     | 0     | 16     | 2      |
| 2025/26                                   | Ankara Keçiörengücü | Vlag van Turkije   | TFF 1. Lig            | 0          | 0          | 0     | 0     | 0      | 0      |
| Carrière totaal                           | Carrière totaal     | Carrière totaal    | Carrière totaal       | 120        | 27         | 15    | 2     | 135    | 29     |
| Bijgewerkt tot en met het seizoen 2024/25 |                     |                    |                       |            |            |       |       |        |        |

### Internationaal
Ali Akman kwam uit voor de nationale jeugdelftallen van Turkije Onder 15, Onder 16, Onder 17, Onder 18 en Onder 19 en Onder 21.

## Privé
Ali Akman is het neefje van oud-voetballer Ayhan Akman en neef van voetballers Hamza Yiğit Akman en Efe Akman.

## Weblinks
- Profiel van Ali Akman op transfermarkt.de
- Profiel van Ali Akman op weltfussball.de
- Profiel bij de Turkse voetbalbond (TFF)
- Soccerway